# Shogaol
Le shogaol, ou [6]-shogaol, est un composé phénolique de la famille des vanilloïdes au goût piquant (pseudo-chaleur).

## Origine
Le terme shogaol est dérivé du nom japonais du gingembre (生姜、shōga).
Le [6]-shogaol, qui se trouve dans le gingembre, est chimiquement proche du [6]-gingérol, le composant piquant principal du gingembre,.
Comme le zingérone, il est produit à partir du [6]-gingérol lors du séchage ou de la cuisson.

## Propriétés
Sur l'échelle de Scoville, le [6]-shogaol (160 000 SHU) est plus piquant que le [6]-gingerol, mais moins que la capsaïcine, le piquant des piments.
| Composés     | Échelle de Scoville (Unité SHU) |
| ------------ | ------------------------------- |
| Capsaïcine   | 16 000 000[5]                   |
| [6]-shogaol  | 160 000[6],[7]                  |
| Pipérine     | 100 000[6],[7]                  |
| [6]-gingérol | 60 000[6],[7]                   |